# Makoto Tsuruga
Makoto Tsuruga (jap. 敦賀 信人, Tsuruga Makoto; * 3. November 1977 in Tokoro, Hokkaidō) ist ein japanischer Curler.
Sein internationales Debüt hatte Tsuruga bei der Juniorenweltmeisterschaft 1996 in Red Deer, er blieb aber ohne Medaille. 1996 gewann er bei der Pazifikmeisterschaft in Taipeh mit der Silbermedaille sein erstes Edelmetall.  Viermal von 1996 bis 1999 mit der damaligen Olympiamannschaft sowie 2004 mit den Super Mariners und 2005 mit dem Team Ōmiya gewann Tsuruga die japanischen Meisterschaften.
Tsuruga spielte als Skip der japanischen Mannschaft bei den XVIII. Olympischen Winterspielen in Nagano im Curling. Die Mannschaft belegte den fünften Platz.
Am 21. bis. 24. Dezember 2007 nahm er gemeinsam mit Ayumi Ogasawara als Partnerin an der 1. nationalen Meisterschaft im gemischten Doppel teil. Zwar kamen beide in die Endrunde, unterlagen aber Michiko Taira und Kenji Tomabechi, die somit Japans Auswahl für die World Mixed Doubles Curling Championship 2008 wurden.

## Erfolge
- 3. Platz Pazifikmeisterschaft 1996, 1997, 1998, 2005